# 曾文水庫
曾文水庫是台灣嘉義縣的一座水庫，位於曾文溪上游大埔溪上。壩址位於大埔鄉西南部，集水區包括大埔鄉不含東南端、番路鄉東南部及東端、阿里山鄉西南部及中部，以及高雄市那瑪夏區西部凸出部分，是臺灣庫容量最大的水庫，風景區道路起於市道175，穿越臺南市楠西區，東山區，止於嘉義縣大埔鄉台3線，管理局設在臺南市楠西區。
曾文水庫是台灣最大的水庫與湖泊，滿水位面積17.14平方公里，主要為提供嘉南地區灌溉用水，另具發電、防洪和觀光的功能，是個多目標利用的水庫。

## 沿革

### 早期構想
曾文水庫所在之曾文溪流域全長138.47公里，流域面積1,176平方公里，為台灣第四大河川，其年平均流量為16億立方公尺，壩址位置年平均流量10.64億立方公尺，早期設計嘉南大圳的日本技師八田與一利用曾文溪支流官田溪上游興建烏山頭水庫，並於大埔溪設置水壩，透過隧道取水至烏山頭水庫供應嘉南地區農田灌溉之用，但是其取水率僅為全部流量的百分之二十五（依據曾文水庫建設誌，曾文水庫建庫前，烏山頭水庫原運用水量為3.3億立方公尺）；若是直接在曾文溪主流大埔溪築壩，並與烏山頭水庫串聯運轉，便可以增加灌溉量，因此八田與一曾於1939年建議在現今大壩的壩址建築水壩，但因戰事作罷。

### 規劃施工
戰後有鑑於灌溉水量逐漸不足，於1959年由台灣省水利局著手進行規劃，最後擇定柳藤潭為壩址，採用土石壩設計。1966年7月，成立曾文水庫建設委員會暨工程局，並於1967年10月底動工。經6年施工，至1973年10月底正式完工。其庫區淹沒了嘉義縣大埔鄉原有的精華地帶。
1974年曾文水庫管理局成立，正式接管水庫及工程設施並開始營運，後於1998年曾文水庫管理局與水利局南部水資源開發工程處及阿公店水庫管理委員會合併成立台灣南區水資源局，1999年改隸為經濟部水利處南區水資源局，2002年再經組織修編為「經濟部水利署南區水資源局」，2023年再經組織修編為「經濟部水利署南區水資源分署」。

### 債券
1968年8月6日，《臺灣省糧食實物債券條例》制定21條，同年8月19日公布，其第一條：「行政院為應臺灣省政府興建曾文水庫需要，授權臺灣省政府，依本條例之規定，發行臺灣省糧食實物債券。」1985年11月19日，該法廢止21條，同年11月27日公布。

## 基本資料
曾文水庫大壩位於嘉義縣大埔鄉，壩身材料為土石壩，壩高133公尺，是全台灣第三高壩（第一高壩為德基水庫，第二高壩則是石門水庫），壩長400公尺，壩身體積達900萬立方公尺，大壩體積也是全台灣水庫之中最大者。水庫滿水面積為1714公頃（17平方公里），是台灣湖面面積最大的水庫。水庫設計容量達7億4,840萬立方公尺，更是全台容量最大的水庫。曾文水庫的溢洪道有三道，每道的高程不一，面向下游由右至左，最小排洪量分別為每秒250、300、350立方公尺，閘門全開時最大排洪量可達每秒9470立方公尺。
- 管理單位：經濟部水利署南區水資源分署曾文水庫管理中心
- 集水面積：481平方公里
- 正常滿水位：227公尺
- 最高蓄水位：230公尺
- 最大可能洪水位：232.5公尺
- 最低發電水位：171公尺
- 滿水位面積：1714公頃
- 完工時總蓄水容量70800萬立方公尺
- 總蓄水量：60831.7萬立方公尺
- 計畫有效蓄水量：59550萬立方公尺
- 現在有效蓄水量：50897萬立方公尺
- 計畫年運用水量：104700萬立方公尺
- 壩高：133公尺
- 壩頂標高：235公尺
- 壩頂長度：400公尺
- 壩頂寬度：10公尺
- 壩體體積：9296100立方公尺
- 溢洪道型式：三階陡槽跳戽消能明渠式
- 溢洪道控制水門型式：弧形閘門3座
- 溢流堰頂標高：211公尺
- 出水工型式：斜塔式
- 出水工控制水門型式：固定輪式
- 排砂道型式：固定輪式
- 排砂道控制水門型式：二座排砂門（寬10公尺高4.3公尺）
- 工程費：新台幣60.38億元
- 其他附屬設施：二座河道放水道直徑1.95公尺（211公尺放水量為150立方公尺／秒，最大放水量160立方公尺／秒）
- 防洪：調節曾文溪下游洪峰。
- 灌溉：面積66000公頃
- 給水：計畫年供水量自來水120000000立方公尺，工業用水27000000立方公尺，灌溉900000000立方公尺，合計1047000000立方公尺
- 發電：裝機容量50000千瓦。計畫年發電量：184900320千瓦／時
- 防洪：降低曾文溪下游河川由100年頻率洪水降至河道安全輸送流量。
- 觀光：320000人次（1996年水庫運用實績）

## 設施及工程

### 莫拉克風災後啟動的改善工程
近年因受到全球暖化與氣候變遷造影響，造臺灣地區氣候逐漸轉變為降雨時間集中且大量，使多處水庫淤積狀況日漸加劇。尤其是2009年8月8日，中颱莫拉克侵襲臺灣，造成中南部地區多處災情的八八風災。於是政府開始檢討並啟動各項防淤清淤工程。

#### 曾文水庫永久河道放水道改建防淤設施工程
曾文水庫永久河道放水道（PRO）改建防淤設施工程完工後可增加排洪及排砂能力，平均每年可排砂量達46萬立方米。
此工程於2012年2月22日開工，已於2015年3月完工。

#### 曾文水庫防淤隧道工程
曾文水庫防淤隧道以水力排砂，會比目前機械清淤（陸挖或清淤船）更有效率。預計啟用後，每年平均排砂量可達104萬立方米，增加曾文水庫防洪能力每秒995立方米，大幅提升台南地區供水穩定度，也節省每年約6.93億元的清淤成本。
此工程於2013年3月31日開工、2018年1月完工啟用。

### 曾文水庫越域引水計畫（荖濃溪越域引水）
早在1995年政府便在計劃越域引水至曾文水庫，起因是曾文水庫設計容量大，但自設立以來滿水位的情形並不頻繁，因此有此計畫產生。
曾文水庫越域引水計畫主要是於高雄市桃源區高屏溪上游荖濃溪設置攔河堰，利用引水隧道、旗山溪跨河橋，再經草蘭溪輸水管線到曾文水庫、
全部工程費預計212億元，估計每日供水量約60萬噸。
此工程主要為隧道開挖，大都於地面下進行，於每年5至10月豐水期，取荖濃溪與旗山溪水進曾文水庫，取水量佔高屏溪同期流量3.6%。
由於此計畫有環保上爭議，且近年來氣候改變，引發各界不同的議論。高雄市桃源區少年溪和少年溪溫泉，於2007年10月相繼乾涸、枯竭，水利署南區水資源局長楊豐榮坦承，越域引水隧道工程造成荖濃溪斷層裂縫，地下水源外溢及水位降低。
2009年8月21日，因莫拉克風災土石流造成水利署曾文水庫越域引水計畫中，荖濃溪攔河堰工程人員14人失蹤，行政院於同年9月28日核定「維持停工狀態」。

## 交通
- 嘉義縣公車
  - 7301嘉義-大埔
- 大台南公車
  - 綠24
  - 綠25

## 空難
1990年4月3日，一架中華民國空軍T-34教練機在曾文水庫墜毀，機上飛行教官與飛行學生，兩人皆殉職（中華民國空軍軍官學校飛行教官蔡意和上尉、學員桂海倫）。

## 相片

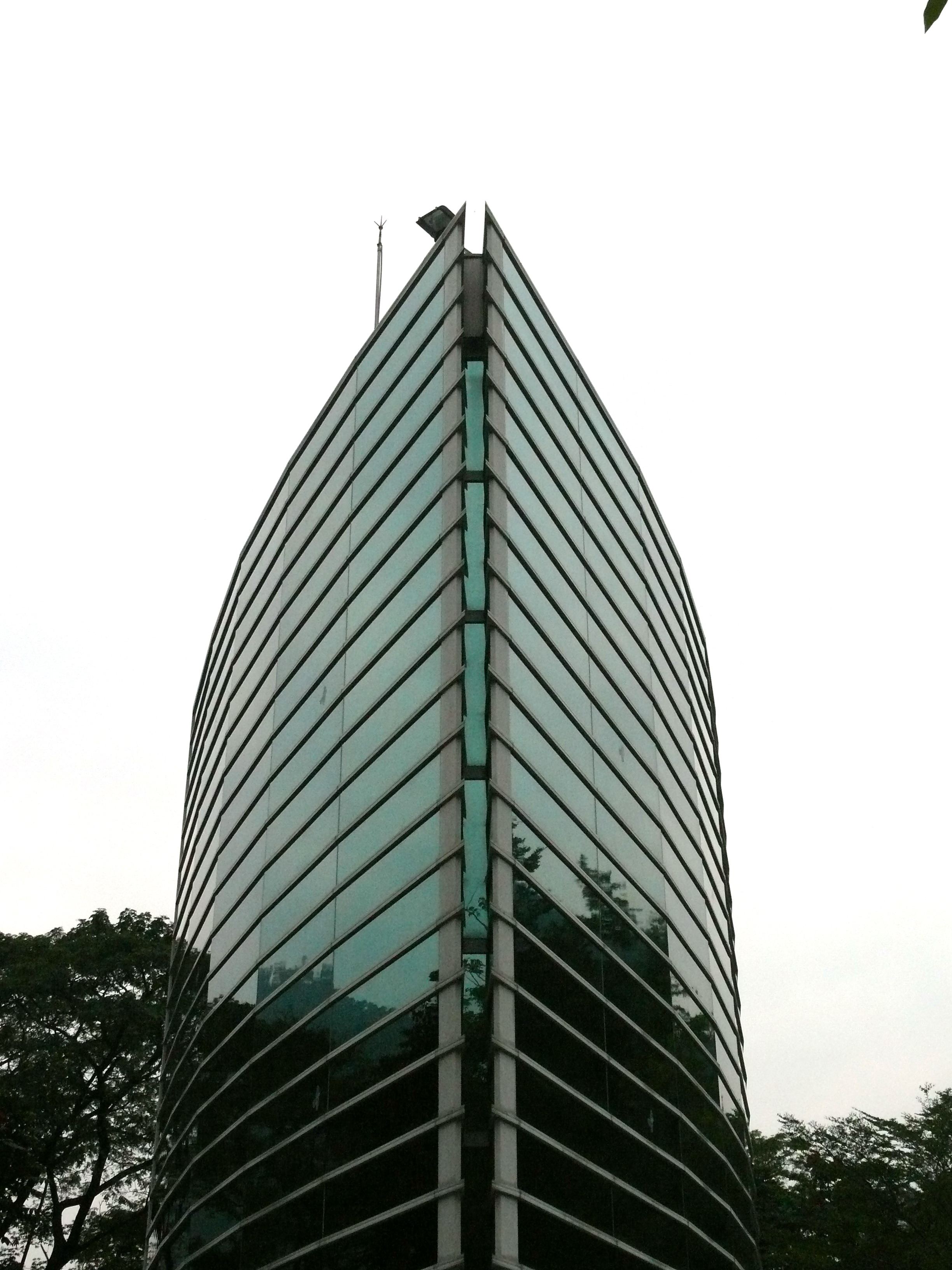
遊客服務中心曾文之眼-建築師：葉世宗
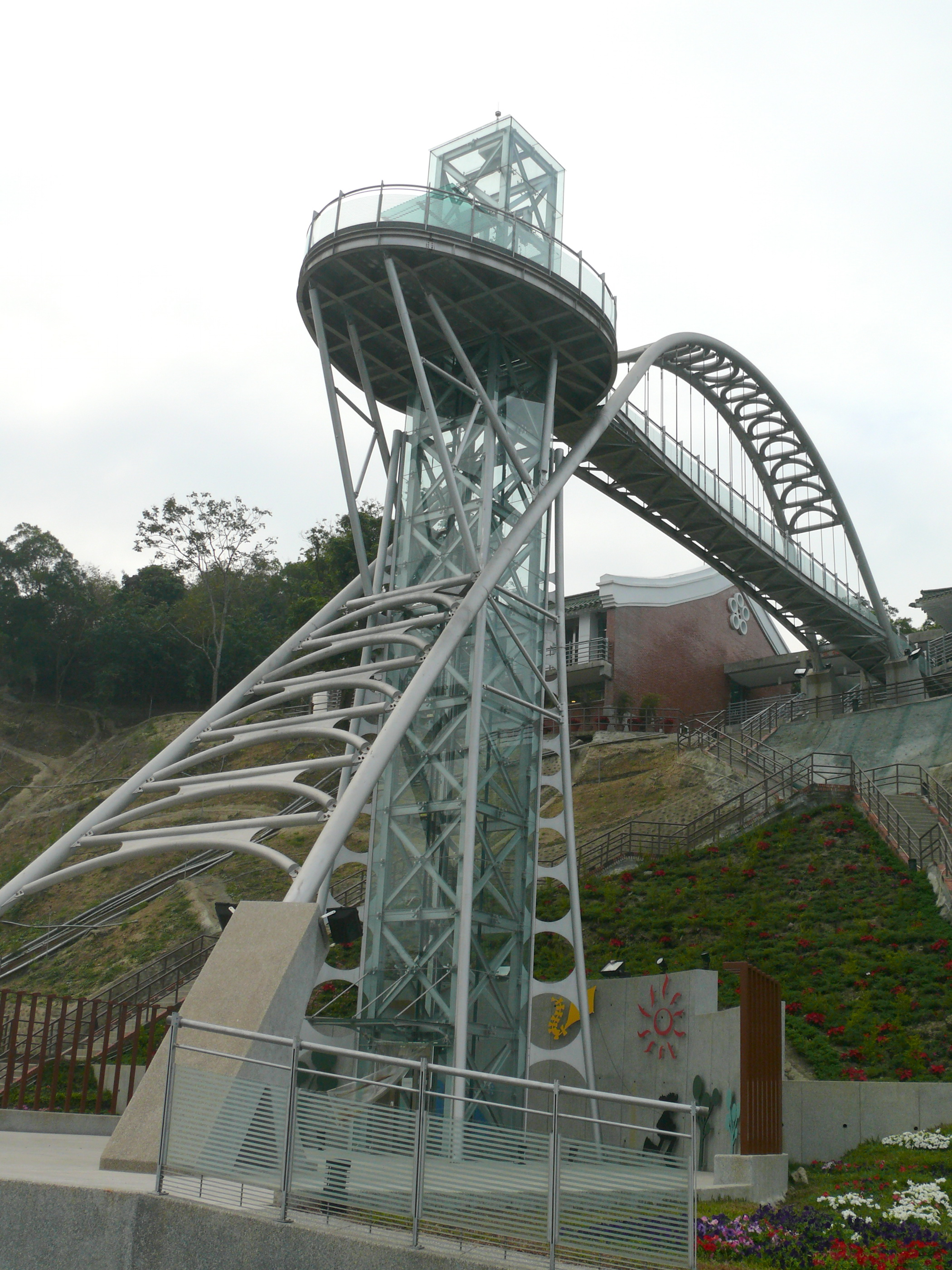
曾文水庫中正樓觀景台建築師：葉世宗
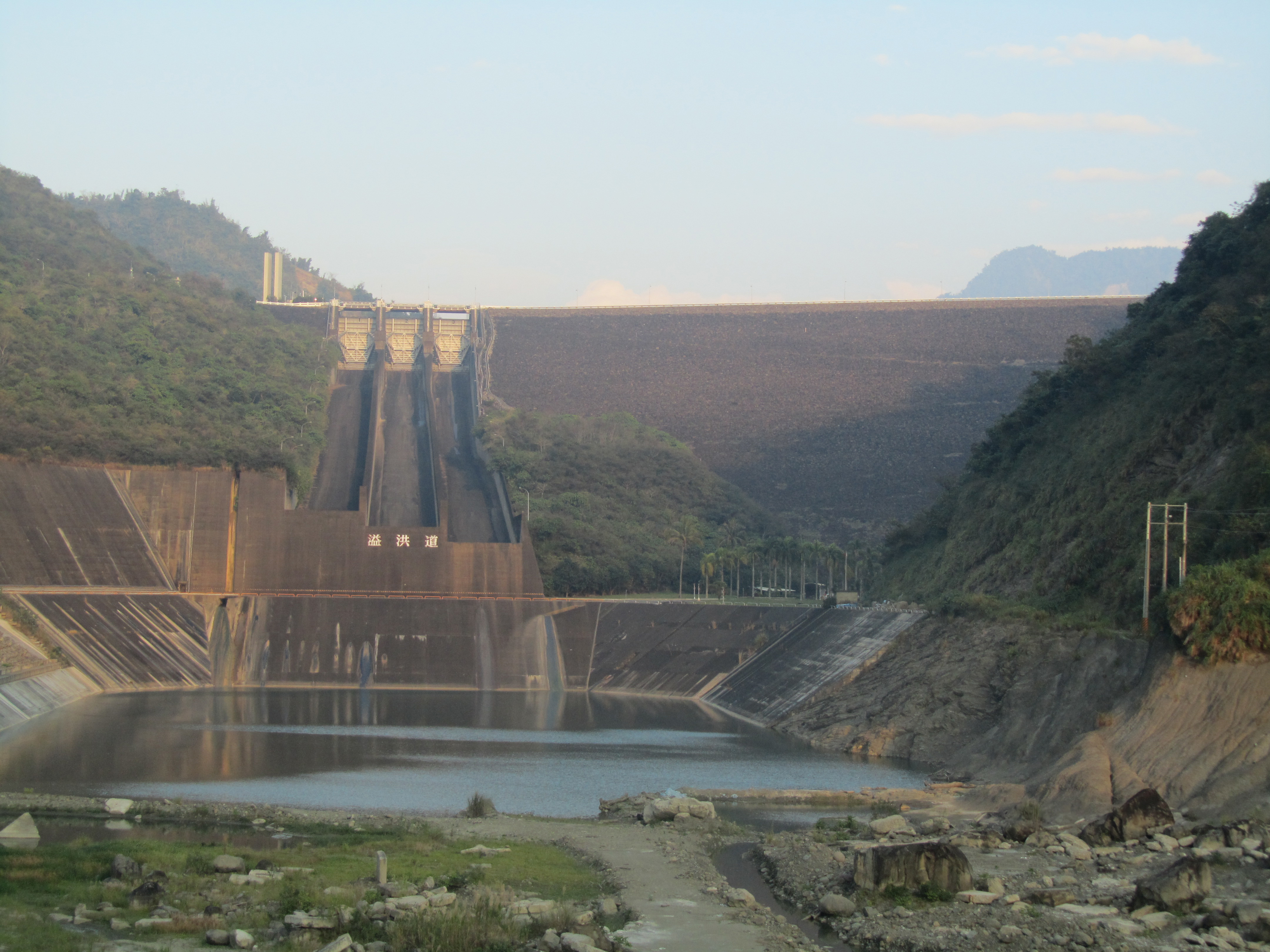
2012年1月30日，自曾庫公路看溢洪道
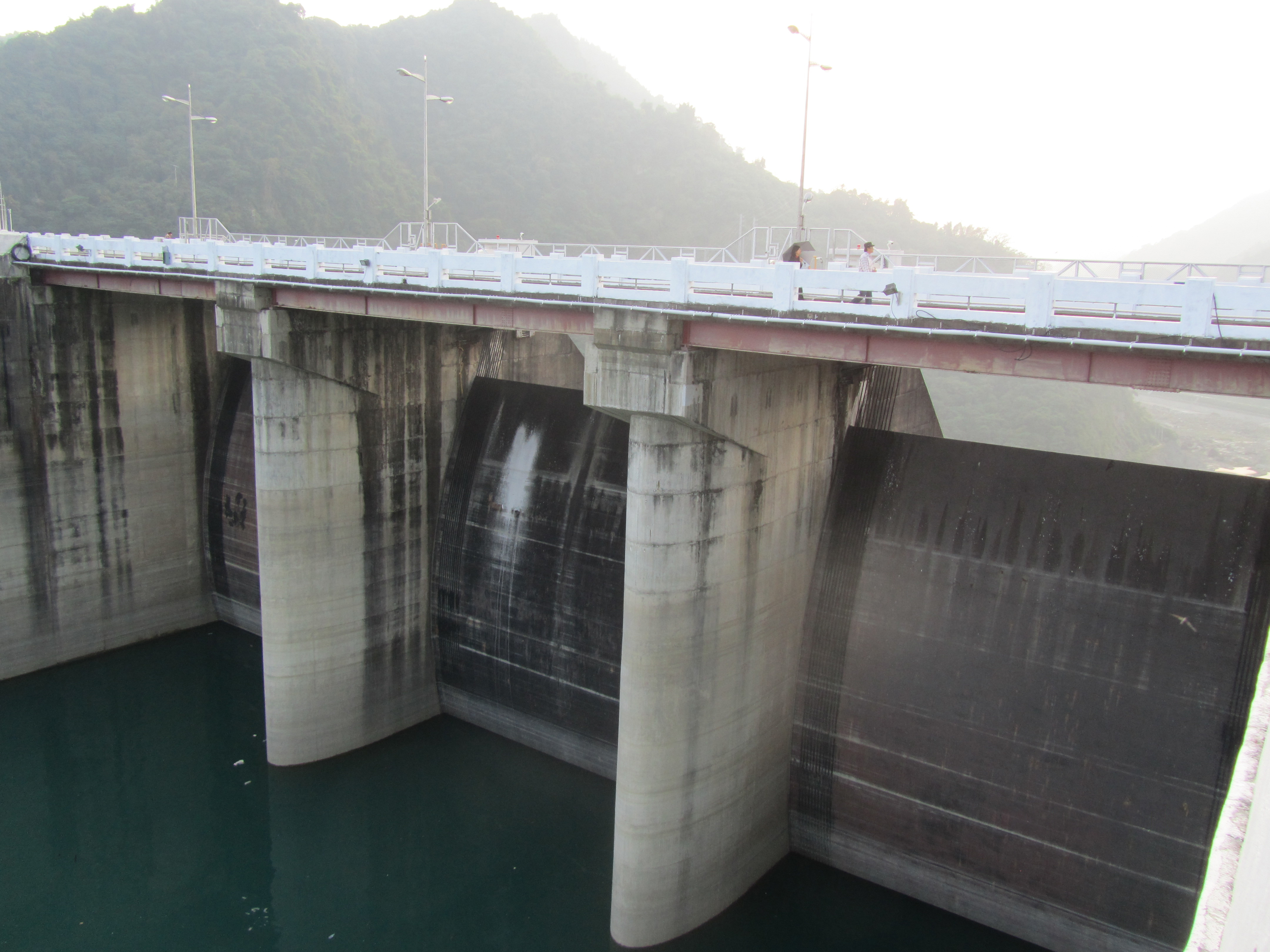
曾文大壩溢洪道閘門
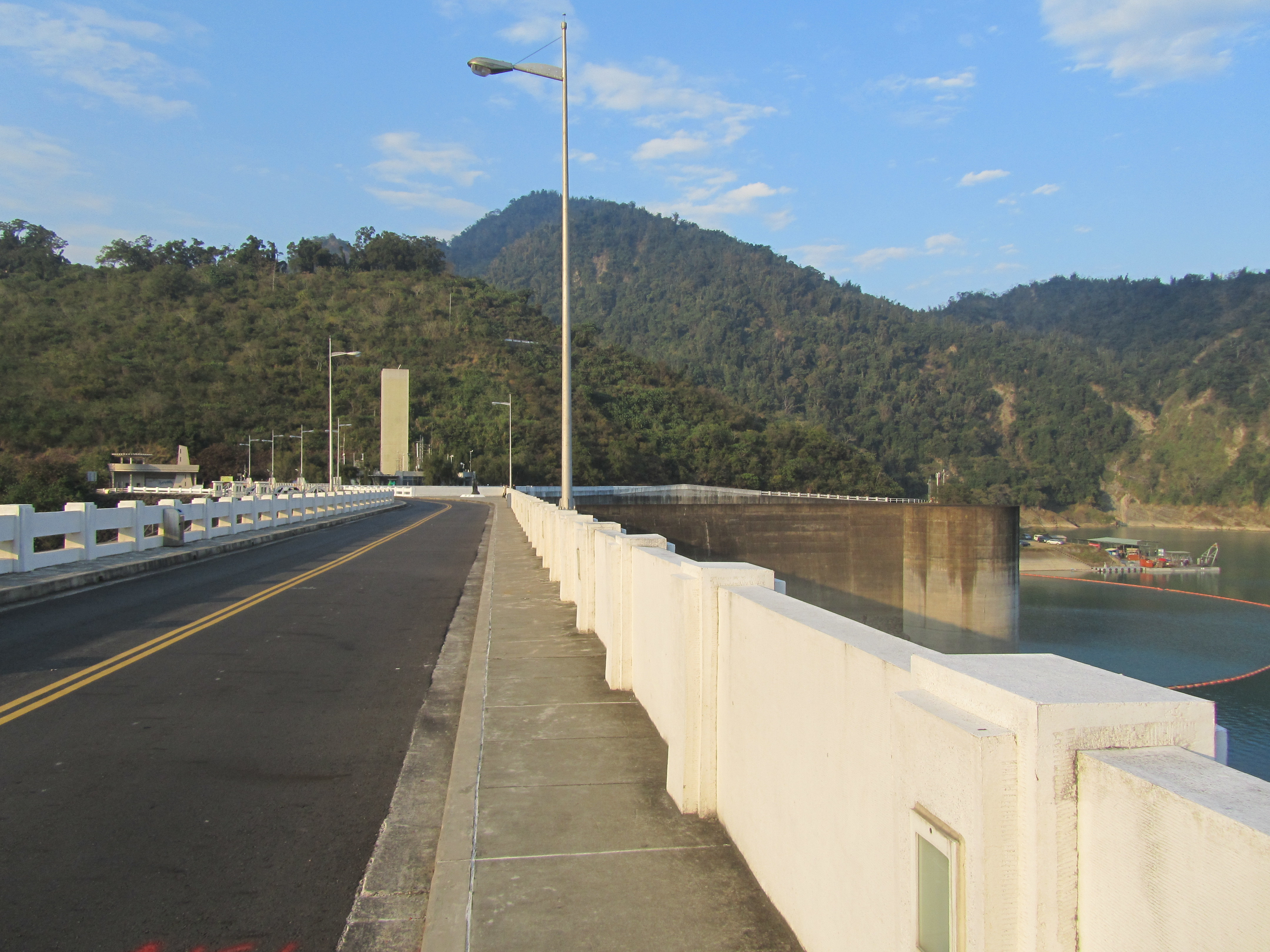
曾文水庫壩上道路與遠處的大壩紀念碑
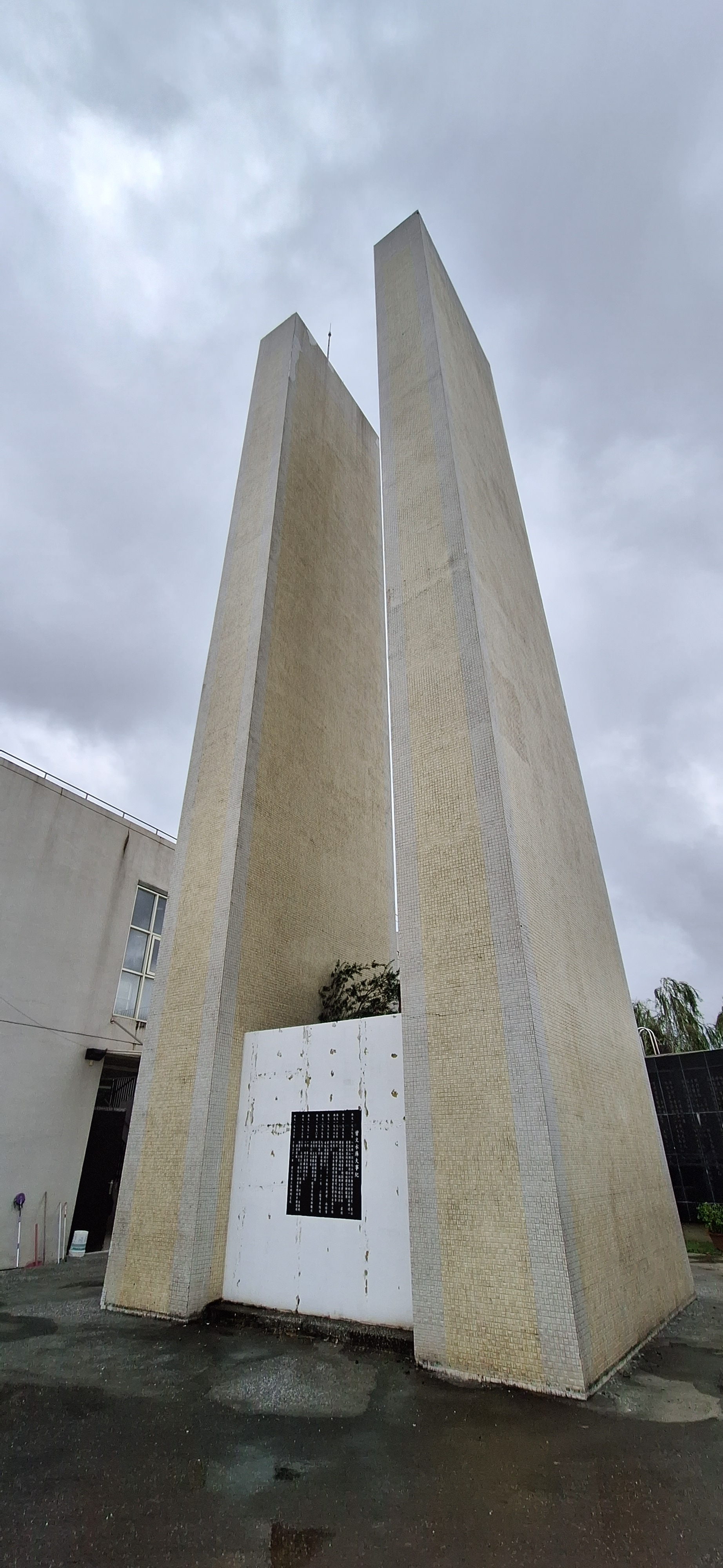
曾文水庫大壩紀念碑

## 外部連結
- 曾文水庫旅遊網 （页面存档备份，存于）
- 經濟部水利署南區水資源分署 （页面存档备份，存于）
- Google Map 連結
- 經濟部水利署防災資訊網- 台灣地區主要水庫蓄水量報告表 （页面存档备份，存于）
- 曾文水庫  台南旅遊網 （页面存档备份，存于）
- 台灣水庫即時水情 （页面存档备份，存于）
- 經濟部水利署全球資訊網-曾文水庫 （页面存档备份，存于）
- 曾文水庫風景區  西拉雅國家風景區管理處 （页面存档备份，存于）
- 曾文水庫育樂有限公司 （页面存档备份，存于）